# تراویس جینر
تراویس جینر (انگلیسی: Travis Jayner؛ زادهٔ ۹ مهٔ ۱۹۸۲) اسکیت‌باز سرعت اهل ایالات متحده آمریکا است.